# Bellmunt del Priorat
Bellmunt del Priorat település Spanyolországban, Tarragona tartományban. Bellmunt del Priorat Gratallops, Falset, El Masroig és El Molar községekkel határos. Lakosainak száma 298 fő (2024).

## Népesség
A település népessége az elmúlt években az alábbi módon változott:
| Lakosok száma | 540  | 953  | 796  | 1005 | 308  | 320  | 350  | 303  | 280  | 298  |
|               | 1857 | 1910 | 1940 | 1965 | 1991 | 2005 | 2010 | 2015 | 2019 | 2024 |